# 용마놀이
옛날 전북 남원읍 지방에는 섣달 그믐날이나 또는 정월 대보름날에 용마놀이를 하는 풍습이 있었다. 즉 악귀를 쫓고 재앙을 없애며 일 년 농사의 풍흉을 점치기 위하여 용마놀이를 했다. 남원읍을 남북의 두 패로 갈라 큰 용마를 만들어 채석을 하고, 외바퀴 수레에 실어 거리에 끌고 나와 여러 가지 놀이를 하면서 싸웠다. 양쪽 용마가 맞부딪쳐 부수거나 빼앗는 편이 승리를 거두게 된다. 남쪽 편은 백룡(白龍), 북쪽 편은 청룡(靑龍)을 만들어 싸우는데, 남쪽이 이기면 풍년이 들고 북쪽이 이기면 흉년이 든다고 한다.